# Черами
Черами (итал. Cerami) је насеље у Италији у округу Ена, региону Сицилија.
Према процени из 2011. у насељу је живело 1995 становника. Насеље се налази на надморској висини од 951 м.

## Географија
| Клима (Черами)           | Клима (Черами) | Клима (Черами) | Клима (Черами) | Клима (Черами) | Клима (Черами) | Клима (Черами) | Клима (Черами) | Клима (Черами) | Клима (Черами) | Клима (Черами) | Клима (Черами) | Клима (Черами) | Клима (Черами) |
| Показатељ \ Месец        | .Јан.          | .Феб.          | .Мар.          | .Апр.          | .Мај.          | .Јун.          | .Јул.          | .Авг.          | .Сеп.          | .Окт.          | .Нов.          | .Дец.          | .Год.          |
| ------------------------ | -------------- | -------------- | -------------- | -------------- | -------------- | -------------- | -------------- | -------------- | -------------- | -------------- | -------------- | -------------- | -------------- |
| Средњи максимум, °C (°F) | 10,1 (50,2)    | 11,3 (52,3)    | 13,6 (56,5)    | 12,4 (54,3)    | 22,4 (72,3)    | 24,8 (76,6)    | 26,4 (79,5)    | 27,8 (82)      | 26,9 (80,4)    | 20,9 (69,6)    | 15,7 (60,3)    | 11,4 (52,5)    | 27,8 (82)      |
| Средњи минимум, °C (°F)  | 3,5 (38,3)     | 3,6 (38,5)     | 5,2 (41,4)     | 14,8 (58,6)    | 14,8 (58,6)    | 15,7 (60,3)    | 18,3 (64,9)    | 20,6 (69,1)    | 12,0 (53,6)    | 11,5 (52,7)    | 8,2 (46,8)     | 5,3 (41,5)     | 3,5 (38,3)     |
| [ тражи се извор ]       |                |                |                |                |                |                |                |                |                |                |                |                |                |

## Становништво
Према резултатима пописа становништва 2011. у општини је живело 2.150 становника.
| 1931. | 1936. | 1951. | 1961. | 1971. | 1981. | 1991. | 2001. | 2011. |
| ----- | ----- | ----- | ----- | ----- | ----- | ----- | ----- | ----- |
| 3.812 | 3.869 | 4.652 | 4.371 | 3.427 | 3.182 | 3.100 | 2.462 | 2.150 |